# Смерть Джеффри Эпштейна
10 августа 2019 года наступила смерть Джеффри Эдварда Эпштейна. Охранники обнаружили его без сознания в тюремной камере в 6:30 утра в Метрополитенском исправительном центре в Нью-Йорке, свисающим с кровати своей камеры, где он ожидал суда по обвинению в торговле людьми в целях сексуальной эксплуатации. После того, как тюремные охранники сделали ему искусственное дыхание, он был доставлен с остановкой сердца в центральную больницу Нью-Йорка, где в 6:39 была констатирована его смерть. Судебно-медицинский эксперт из Нью-Йорка и генеральный инспектор Министерства юстиции постановили, что смерть Эпштейна наступила в результате самоубийства через повешение. Адвокаты Эпштейна оспорили заключение судмедэксперта и начали собственное расследование, наняв патологоанатома Майкла Бадена.
После первых подозрений генеральный прокурор Уильям Барр охарактеризовал смерть Эпштейна как «череду неудач». Федеральное бюро тюрем и генеральный инспектор Министерства юстиции провели расследование обстоятельств его смерти. Позднее дежурным охранникам были предъявлены многочисленные обвинения в фальсификации документов. Многие общественные деятели обвинили ФБР в халатности; несколько законодателей призвали к реформированию федеральной пенитенциарной системы. В ответ Барр уволил директора Бюро.
В результате смерти Эпштейна все обвинения против него были сняты, а продолжающееся расследование торговли людьми в целях сексуальной эксплуатации привлекло внимание к его предполагаемым сообщникам, в частности Гислейн Максвелл, которая была арестована и обвинена в июле 2020 года и осуждена по пяти пунктам обвинения, связанным с торговлей людьми в целях сексуальной эксплуатации 29 декабря 2021 года. Другой сотрудник, Жан-Люк Брюнель, был арестован французскими властями в 2020 году и позже покончил с собой.
Из-за нарушений обычных тюремных процедур в ночь смерти Эпштейна, неисправности двух камер перед его камерой и его заявлений о том, что он располагает компрометирующей информацией о влиятельных фигурах, его смерть породила теории заговора о возможности того, что он был убит. Другие версии утверждали, что его смерть была инсценирована. В ноябре 2019 года спорный характер его смерти породил мем «Эпштейн не убивал себя». Опросы общественного мнения показывают, что лишь небольшой процент американцев считает, что Эпштейн покончил с собой:16% респондентов заявили, что, по их мнению, Эпштейн покончил с собой, 45% считают, что он был убит, а 39% не уверены.

## Арест и тюремное заключение

### Задержание и предъявление обвинения
6 июля 2019 года Джеффри Эпштейн был арестован в Нью-Йорке по обвинениям в торговлю людьми в целях сексуальной эксплуатации, и содержался в исправительном центре Metropolitan в Нижнем Манхэттене. Он не признал себя виновным. В 2008 году ему были предъявлены аналогичные обвинения во Флориде, но он избежал федеральных обвинений в рамках сделки с признанием вины. В соответствии с её положениями он признал себя виновным в двух уголовных преступлениях штата, выплатил компенсацию трём десяткам жертв, выявленных ФБР, и зарегистрировался как сексуальный преступник как во Флориде, так и в Нью-Йорке.
18 июля 2019 года Эпштейну было отказано в освобождении под залог после того, как он предложил 600 000 долларов за возможность носить трекер на лодыжке в своём таунхаусе в Нью-Йорке. Его рассматривали как потенциальную угрозу для полётов из-за 20 международных рейсов, которые он совершил за предыдущие 18 месяцев. Эпштейн обжаловал решение об отказе в освобождении под залог в Апелляционном суде Второго округа США; на момент его смерти апелляция всё ещё находилась на рассмотрении.

### Инцидент и последние недели
В 1:27 ночи 23 июля 2019 года Эпштейн был найден в своей камере в полубессознательном состоянии с травмами шеи. Сотрудники тюрьмы допросили его сокамерника, подозреваемого в многочисленных убийствах и наркоторговле Николаса Тартальоне. Он отрицал, что причинил вред Эпштейну. Внутреннее тюремное расследование установило, что Тартальоне никак не связан с этим событием.